# ヨーイドン (1965年のテレビドラマ)
『ヨーイドン』は、1965年5月7日から同年10月29日までフジテレビ系列局で放送されていたテレビドラマである。フジテレビと東宝の共同製作。東京芝浦電気（現・東芝）の一社提供。全26話。放送時間は毎週金曜 19:30 - 20:00 （日本標準時）。

## 概要
実家を離れて東京で暮らす3人兄妹と彼らのいとこの生活を描いた作品。
主演俳優の高島忠夫は前番組『東芝ワールドクイズ』で司会を務めており、番組の形式や体裁こそ異なるものの、同じ枠の番組で引き続きメインを務める形になった。

## キャスト
- 浩一：高島忠夫 - 建築技師をしている長男。
- 麻子：藤山陽子 - 記者を務めている長女。
- ひろし：吉田次昭 - 小学6年生の次男。
- かおる：木谷由比子 - 浩一たちのいとこ。
- 益田喜頓
- 轟夕起子
- 渥美清
- 有島一郎

## スタッフ
- 脚本：佐々木守、大野靖子
- 演出：大野木直之
- 音楽：広瀬量平
- 制作：フジテレビ、東宝

## 主題歌
「ヨーイ・ドン」
歌：城山吉之助